# Gailingen
Gailingen (también conocido como Gailingen am Hochrhein, literalmente: «Gailingen del Alto Rin») es un municipio alemán en el distrito de Constanza, Baden-Wurtemberg.

## Parroquia judía
A partir de 1655 comenzó a formarse en Gailingen una importante comunidad judía. A mediados del siglo XIX la comunidad judía constituía un poco más del 50 % de la población (996 judíos en 1858). Con la emancipación legal en 1862 comenzó el éxodo de los judíos de las localidades rurales a las ciudades. No obstante, el judío Leopold Hirsch llegó a ser alcalde de Gailingen entre 1870 y 1884. En 1933 sólo 314 judíos (20 % de la población) vivían en Gailingen. El 22 de octubre de 1940 todos los judíos de Baden fueron deportados a Gurs en el sur de Francia. Sólo el gran cementerio judío y los restos de una sinagoga dan todavía testimonio de la gran comunidad judía que hubo en el pasado.